# Dolichomitus malaisei
Dolichomitus malaisei là một loài tò vò trong họ Ichneumonidae.